# Artemisia vahliana
Artemisia vahliana là một loài thực vật có hoa trong họ Cúc. Loài này được Kostel. mô tả khoa học đầu tiên năm 1833.